# Boudjou d'Abdelkader
Le boudjou d'Abdelkader ou piastre d'Alger ou encore muhammadiyya est une ancienne monnaie utilisée pendant la conquête de l'Algérie par la France par l'État d'Abdelkader et ses territoires vassaux entre 1837 et 1841, gouvernés par l'émir Abdelkader ibn Muhieddine.